# Beyton
Beyton – wieś w Anglii, w hrabstwie Suffolk, w dystrykcie Mid Suffolk. Leży 30 km na północny zachód od miasta Ipswich i 105 km na północny wschód od Londynu. W 2001 miejscowość liczyła 656 mieszkańców.